# Charles Goren
Charles Henry Goren, född den 4 mars 1901 i Philadelphia, Pennsylvania, död den 3 april 1991 i Encino, Kalifornien, var en amerikansk bridgeteoretiker och världsmästare 1950.

## Biografi
Goren var son till invandrade ryska judar och tog en juristexamen vid universitetet i Montreal. Under sin tid vid universitetet blev han uppmärksammad på sin klumpighet i bridgespel vilket stimulerade honom till att börja studera litteratur på området.
Efter sin examen inledde han en juristkarriär i Philadelphia. Den växande uppmärksamheten av Ely Culbertson fick honom emellertid att överge sitt yrkesval för att istället koncentrera sig på bridgetävlingar, där han uppmärksammades av Milton Work, som utvecklat spelsystemet Point Count. Goren började hjälpa denne med artiklar och krönikor om bridge och blev så småningom spökskrivare av en del av hans material.
Från 1936 hade Goren börjat bygga upp sin egen bridgekarriär och publiceradeWinning Bridge Made Easy, den första av sina många egna böcker om bridgespelet. Han blev snabbt populär som instruktör och föreläsare och hans fortsatta insatser har gjort honom till en av de mest betydande personerna inom bridgehistorien.
Omkring år 1950 skapade han ett eget spelsystem, som var mera lättfattligt än det som Culbertson en gång lanserat, och har i stor utsträckning ersatt detta. Under åren 1959–1964 sände TV-bolaget ABC hans bridgeprogram Championship Bridge with Charles Goren.
Utöver sitt banbrytande arbete med att förenkla och effektivisera bridgespelet för spelare på amatörnivå, arbetade Goren även med att popularisera budgivningsmetoden Precision, vilken är en av många varianter av att markera en stark hand.